# Calicotèrids
Els calicotèrids (Chalicotheriidae) són una família de mamífers del subordre dels ceratomorfs, dins l'ordre dels perissodàctils. Visqueren entre fa 45 i fa 2 milions d'anys. Evolucionaren d'animals petits, Eotitanops, semblants als hiracoteris. Estan relacionats amb els extints brontotèrids i els actuals rinoceronts, tapirs i èquids.